# グボケレ州
グボケレ州(フランス語：Région du Gbôklé)はコートジボワール南西部の低サッサンドラ地方東部の州。
州都はサッサンドラ。
2014年の人口は約40.1万人。

## 地理
- 北東：下ジブア州
- 東：グランド・ポーンツ州
- 南：大西洋
- 西：サン＝ペドロ州
- 北西：ナワ州

## 行政区画
- Fresco
- Sassandra